# Бодуэн Люксембургский
Бодуэн Люксембургский (нем. Balduin von Luxemburg; 1285, Люксембург — 21 января 1354, Трир) — курфюрст и архиепископ Трирский в 1307—1354 годах, администратор Майнцского архиепископства в 1328—1336 годах, администратор Вормского епископства в 1331—1337 годах. Один из влиятельнейших имперских князей своего времени. Представитель Люксембургского дома. Брат императора Священной Римской империи Генриха VII.

## Биография
Бодуэн был младшим сыном графа Люксембургского Генриха VI. Уже с юных лет его готовили для духовной карьеры. Бодуэн изучал теологию и каноническое право в Париже, так как графы Люксембурга имели тогда особо тесные связи с французскими Капетингами. В возрасте 22 лет он избирается на Трирском соборном капитуле архиепископом, и в 1308 году возводится папой Римским Климентом V в Пуатье в сан епископа.
Бодуэн был одним из искуснейших политиков I половины XIV столетия в Священной Римской империи. Совместно с Майнцским архиепископом Петером фон Аспельтом, при помощи умелой дипломатической политики он добивается в 1308 году избрания своего брата Генриха Германским королём. В 1310—1313 годах Бодуэн сопровождает Генриха во время его похода в Италию, во время которого последний был коронован в Риме императорской короной.
После того, как Генрих VII скоропостижно скончался от малярии, Бодуэн поддерживает на королевских выборах 1314 года Людовика Баварского. Позднее, однако, Бодуэн рвёт отношения с Людвигом и в 1346 году переходит на сторону его племянника Карла IV, которому помогает на королевских выборах. Вплоть до самой своей смерти Бодуэн Люксембургский оставался крупнейшим союзником Карла IV в западных областях Священной Римской империи. Особо в этой его политике помогло создание Рейнского союза курфюрстов (Kurverein von Rhense), для которого были усилены права курфюрстов при избрании королей и уменьшены при этом права папы Римского.
Бодуэн является фактическим основателем средневекового Трирского курфюршества. Благодаря умелой финансовой политике он укрепил экономику Архиепископства, добился укрепления связей между обоими его городскими центрами — Триром и Кобленцем, и округления его территории. Поощрял расселение евреев в Архиепископстве, рассчитывая на привлечение в свою экономику еврейского капитала. Бодуэн построил на границах своих владений несколько мощных замков — Трутцэльц, Бальденау, Раушенбург, Балдуинсэк. В 1309 году его брат Генрих отдал Балдуину под залог имперские города Боппард и Обервезель с окрестностями, но так никогда их и не выкупил. Таким образом, территория Архиепископства в районе Рейна была значительно расширена. Восстание горожан Боппарда в 1327 году Бодуэн подавил вооружённой силой. В 1328 году он принял участие в так называемой «Эльцской вражде» и осадил замок Эльтц на нижнем Мозеле. Осаждённые призвали на помощь проживавшие в этом районе обедневшие рыцарские роды, в результате чего Бодуэн был разбит и захвачен в плен. Освобождён он был лишь после выплаты значительной суммы выкупа Лоретте фон Шпонгейм. Однако в своей политике архиепископ отдавал большее предпочтение договорённостям, нежели оружию.
В 1310 году Бодуэн получил от своего брата Генриха VII право чеканить собственную монету. Это право было подтверждено и расширено в 1346 году императором Карлом IV, разрешившим в Трире чеканить кроме этого золотую и серебряную королевскую и императорскую монету, а также изымать из обращения фальшивые деньги.
В культурном и хозяйственном отношении Трирское курфюршество в годы правления Бодуэна Люксембургского переживало подъём.